# 受付のジョー
『受付のジョー』（うけつけのジョー）は、日本テレビ系の深夜ドラマ枠「シンドラ」で2022年4月26日（25日深夜）から6月28日（27日深夜）まで放送されたテレビドラマ。
主演は本作がドラマ単独初主演となる神宮寺勇太（King & Prince）。

## キャスト

### 主人公
城拓海（じょう たくみ）〈24〉
演 - 神宮寺勇太（King & Prince）
入社3年目の営業部社員。社内コンペの「受付のデジタル化」が採用され、受付嬢のリストラをすることになる。

### 広告代理店 凜燈社 受付
花房カレン（はなぶさ かれん）〈29〉
演 - トリンドル玲奈
派遣受付嬢。社内イチの情報通。大学卒業後、ずっと凜燈社で受付をしている最古参。
佐知山瞳（さちやま ひとみ）〈32〉
演 - 西原亜希
派遣受付嬢。鉄壁のチーフ。4年前、他社よりスカウトされて凜燈社受付チーフになっている。
家田仁子（いえだ にこ）〈23〉
演 - 田辺桃子
派遣受付嬢。受付の元気印。高学歴で、本当は正社員として凜燈社で働きたかったが、試験に落ち、受付として働いている。いつも瞳に身だしなみを注意されている。
熊本淑子（くまもと としこ）〈25〉
演 - 美山加恋
派遣受付嬢。気丈な熊本娘。高卒で地元熊本で経理として就職したが、失業し上京して受付嬢に。容姿や愛想で評価される受付嬢の仕事は早く辞めたいと思っている。

### 広告代理店 凜燈社
春口光咲（はるぐち みさ）〈24〉
演 - 松井愛莉
営業部 社員。城の同期。明るくて優秀な人物。
林姫乃（はやし ひめの）〈25〉
演 - 冨手麻妙
総務課 社員。受付嬢と仲が良く、いつもバックヤードでお茶をご馳走になっている。
高木義彦（たかぎ よしひこ）〈48〉
演 - 六角慎司
総務課長。受付を統括している。
西大輔（にし だいすけ）〈30〉
演 - 田村健太郎
常に成績No.1の営業部 社員。
藤堂武徳（とうどう たけのり）〈56〉
演 - 橋本じゅん
営業統括部長。業務改革チームを設立し、城を受付のリストラにあたらせる。
社員
演 - 島村みやこ（役名：藤井麻里奈）、芦原優愛（役名：河野美希）、別紙慶一（役名：倉西）
営業部社員。

### ゲスト

#### 第1話
男性客
演 - 関本昇平

スピアーズ
演 - クリストファー・バーネット（第2話）
S&R社 会長。

#### 第2話
小倉
演 - 武本健嗣

企画部長
演 - 岡雅史
凜燈社 企画部長。S&R社との取引を成功させようとしている。

#### 第3話
間宮一
演 - 阿部翔平

社員
演 - 濱嵜凌、小多田直樹（役名：太田）

#### 第4話
総務課社員
演 - 青山海美（役名：中西）、夏葉えりか、蘭乃はな
凜燈社総務課社員。

## スタッフ
- 企画 - 木野崎菖[1]
- 脚本 - いとう菜のは
- 演出 - 中茎強、保母海里風、伊野部陽平
- 音楽 - 宗形勇輝
- 主題歌 - King & Prince 「踊るように人生を。」（Johnnys' Universe）[1]
- 編成企画 - 安島隆、鈴木淳一
- コンテンツプロデューサー - 藤澤季世子
- チーフプロデューサー - 三上絵里子
- プロデューサー - 榊原真由子[1]、伊藤美緒、柴田裕基
- 制作協力 - AX-ON
- 製作著作 - 日本テレビ、ジェイ・ストーム

## 放送日程
| 話数   | 放送日  | サブタイトル                                | 脚本         | 演出       |
| ------ | ------- | ------------------------------------------- | ------------ | ---------- |
| 第1話  | 4月26日 | 受付をデジタル化します！                    | いとう菜のは | 中茎強     |
| 第2話  | 5月03日 | 受付は甘くない!?機械よりダメな男            | いとう菜のは | 中茎強     |
| 第3話  | 5月10日 | 受付嬢は笑顔とお茶出し!?戦う受付のジョー    | いとう菜のは | 保母海里風 |
| 第4話  | 5月17日 | 社員になりたい受付嬢…自分にしかできばい仕事 | いとう菜のは | 保母海里風 |
| 第5話  | 5月24日 | 鉄壁のチーフ退職へ!?好きな場所で働ける幸せ  | いとう菜のは | 中茎強     |
| 第6話  | 5月31日 | 夏服の受付で恋の三角関係勃発!?              | いとう菜のは | 伊野部陽平 |
| 第7話  | 6月07日 | クビ!?不正に気づいた受付嬢が窮地に          | いとう菜のは | 保母海里風 |
| 第8話  | 6月14日 | 突然のキス!?恋も受付も決断の時！            | いとう菜のは | 中茎強     |
| 第9話  | 6月21日 | プリンとアイスに揺れる男とチームの決裂！    | いとう菜のは | 保母海里風 |
| 最終話 | 6月28日 | 受付嬢たちとジョー…未来のための決着！       | いとう菜のは | 中茎強     |